# Лівінський Стефан Йосипович
Лівінський Степан Йосипович — український військовик.

## Біографія
Лівінський Степан Йосипович народився 10 квітня 1923 року в у селі Крим — Нагуєвського району Ставропольського краю. У Степана було п'ять братів та сестер .Батьки називали Стефана -Степаном. У 1941 році Стефан Йосипович закінчує Авіаційний технікум у місті Таганрог. Призваний Целінським РВК. Проходить у повітрядесантних військах. Степан Йосипович учасник бойових дій з серпня 1940 року. У 1953 році був направлений у Вищу офіцерську школу. У 1954 році влаштовується на цивільну службу. У 1980 іде на відпочинок. З 1990 року- активіст ветеранського руху міської організації ветеранів. Протягом всього життя Стефана Лівінського підтримувала його дружина Неоніла Станіславівна та 53 роки спільного життя з нею. Разом виховали сина Володимира та онука Артема. До останніх днів Стефан Йосипович бере участь у ветеранському русі. Помер 22 квітня 2010 року.

### Воєнні роки
Адютант командира Лівінський Стефан Йосипович брав участь у визволенні Бердичива від німецько-фашистських загарбників . Брав участь у Тасманській операції. Воював у складі 117-ї дивізії Бердичівської операції ордена Богдана Хмельницького.-фашистських. Його частина брала участь у Проскурівсько-Черновицькій операції.14 квітня 1944 року взяв участь у звільненні Тернополя. У серпні 1945 року його дивізія прибула в Бердичів.

### Операції
Літо 1944 року — Сандормирська операція та Проскурівсько-Черновицька операція.

## Нагороди
За участь у Великій Вітчизняній війні був нагороджений трьома бойовими орденами та 32 медалями за бойові заслуги.